# Маре, Юг-Бернар
Юг-Бернар Маре́ (фр. Hugues-Bernard Maret; 22 июля 1763, Дижон — 13 мая 1839, Париж) — французский дипломат, журналист, адвокат, политик и государственный деятель, министр иностранных дел в 1811-1813 гг., в 1834 г. премьер-министр. С 1809 г. носил почётный (безземельный) титул герцога Бассано.

## Биография
Юг-Бернар Маре родился 22 июля 1763 года в Дижоне. После получения юридического образования занимался частной адвокатской практикой в Париже.
Идеи Великой французской революции вдохновили Маре и заставили полностью изменить свою карьеру. Он издавал «Бюллетень собрания» (Bulletin de l’Assemblée), который освещал деятельность Учредительного собрания.
После слияния этой газеты с Le Moniteur universel принял пост в министерстве иностранных дел (10 августа 1792 года) и был назначен послом Французской Республики в Неаполитанском королевстве. По пути туда в Новате-Медзола он был пленён австрийцами и лишь в конце 1795 года был отпущен, вместе с другими заложниками, в обмен на освобождение революционерами принцессы Марии-Терезы-Шарлотты.
По возвращении из Италии некоторое время занимался журналистикой, а когда генерал Бонапарт вернулся из Египетского похода (1799) — примкнул к числу его сторонников, став одним из секретарей первого консула, а вскоре и государственным секретарём.
Благодаря своему дипломатическому дару Маре сглаживал многие острые углы в отношениях императора с другими странами. В 1807 году Маре получил графский титул, а в 1809 г. — титул герцога Бассано.
17 апреля 1811 г. был назначен министром внешних сношений, занимал эту должность до конца ноября 1813 г.. Практически всю Русскую кампанию Маре провёл в Вильно.
Он находился при Наполеоне (в качестве личного секретаря) и во время Ста дней.
После возвращения Бурбонов он был выслан в Австрию и занимался литературной работой. В 1820 году Маре получил дозволение вернуться во Францию.
Луи-Филипп I сделал его пэром Франции и вернул в правительство. На протяжении недели с 10 по 18 ноября 1834 г. герцог Бассано даже был президентом Государственного совета.
Юг-Бернар Маре скончался 13 мая 1839 года в Париже и был похоронен на кладбище Пер-Лашез (фото могилы).

## Семья
Жена (с 01.05.1801) — Мария-Мадлена Лежеас (1780—1827), дочь сборщика налогов, занимавшего с 1800 года должность мэра Дижона; фрейлина императриц Жозефины (1804) и Марии-Луизы (1810).

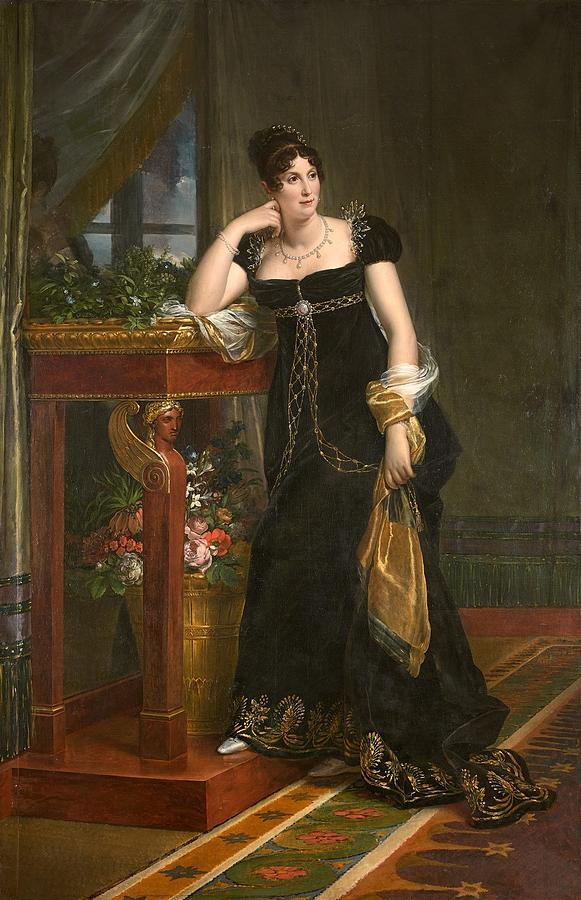
Мадам Мария-Мадлена Маре

По словам госпожи Ремюза, мадам Маре была очень красива и считалась самой элегантной дамой двора. Расходы на её туалеты превосходили сумму в 50 тысяч франков. С мужем своим, человеком крайне честолюбивым, она жила очень дружно, но так же, как и он, отличалась удивительным тщеславием. Она завидовала исключительному положению всякого человека и только положение принцесс ставила выше своего. Когда император сделал всех придворных дам графинями, госпожа Маре, сухая и гордая, была как будто оскорблена этим равенством и отказалась носить этот титул.
Она оставалась просто госпожой Маре, пока её муж не получил титул герцога Бассано. Считая, что императрица недостаточно отличает её перед другими, она сблизилась с мадам Мюрат и часто входила в союз с Бонапартами против Жозефины. При дворе её боялись и не доверяли ей: она передавала мужу очень многое, через него это доходило до императора и многим вредило. Наполеон госпожу Маре не любил и слишком строго судил её, однако, верил всему, что исходило от неё. Падение Империи было для неё очень болезненным. 
Супруги имели двух сыновей: Наполеона (1803—1898) и Евгения (1806—1867), и двух дочерей: Марию Луизу (1810—1845) и Гортензию (1812—1882). Старший сын, унаследовав герцогский титул, был в конце 1840-х гг. посланником в Касселе и Бадене. Наполеон III сделал его сначала сенатором, а потом обер-камергером (главным распорядителем императорского двора). Второй сын участвовал в планах колонизации Алжира и разорился на разработке полезных ископаемых близ Бона. Младшая дочь уехала в Англию со своим мужем, бароном Ашбертоном.